# ハルカラ
ハルカラは、ケイダッシュステージ所属の女性お笑いコンビ。

## メンバー
- 和泉 杏（いずみ きょう、1984年4月28日（41歳） - ）
大阪府八尾市出身。B型。
身長148cm、B81.5 cm、W62cm、H83cm、足22.5 cm[2]。
兄が居る[3]。
短期大学卒業[4]。
特技は木彫人形の顔真似、他人がした表情を再現すること[5]。
カラーセラピーベーシックの資格有り[5]。
中学生の時に器械体操をやっていた[6]。中学生時代3年間器械体操部で、中学3年生の時はキャプテンを務めていた[7]。
前職はホテルのフロントマン[8]。
B級グルメ好きで、B-1グランプリには2011年から毎年行っている[9][10]。
ウィンナーソーセージが大好物[11]。
最初は俳優を目指し[12]、ワタナベエンターテインメントカレッジではアクトコースだった[13]。同カレッジの同期生である、藤田恵名[13]、尾崎礼香[14]、新田麻緒[15] らと親交がある。天海祐希が憧れで、お笑い界に入ったのは、天海がコメディーも出来るからということが理由の一つだった[16]。
26歳の時にワタナベエンターテインメントカレッジ入学のために上京。最初は「30歳になっても売れなかったら大阪に帰る」という親との約束があったという[17]。
2014年の時点では、歯を矯正していた（こういったことから、橋爪ヨウコ（こじらせハスキー）、小出あかりと同じ歯を矯正している女性芸人を集めたライブ『矯正美人ライブ』を東京・恵比寿club aimで2014年10月16日に行った）[18]。なお歯の矯正は約3年4か月間していたが、2015年3月に矯正器具が取れたことを報告した[19]。
大阪出身ではあるが、ネタの時は主に標準語を使っている[20]。
2019年4月28日、菊田竜大（ハナコ）と6年以上の交際期間を経て婚約に至る[21]。菊田とは、和泉がまだ芸人になる前だった時に合コンで知り合った[22]。
2019年12月30日、第1子の妊娠が夫・菊田により発表された[23]。2020年4月20日、第1子女児を出産[24]。
和泉は、菊田とお互いに「ちゃん」と呼び合っている。菊田のことを、名前が竜大なので「たーちゃん」から「ちゃーたん」→「ちゃんたん」、略して「ちゃん」と呼ぶようになったことから、菊田が「ちゃん」という呼び方いいなと思うようになったことで、和泉も「ちゃん」と呼ばれるようになった。そして生まれた娘のことは「ちゃん」と「ちゃん」の子供なので「ちゃんちゃんちゃん」と呼んでいる[25][26]。
- 浜名 ランチ（はまな ランチ、1985年6月3日（40歳） - ）
静岡県浜松市出身[27]。B型。
芸名は、浜松市出身であることから地元の湖『浜名湖』、そしてランチ巡りが好きであることに本名を掛け合わせたもの[27]。
身長156.5 cm、B84cm、W68cm、H95cm、足23.0 cm[2]。
兄と姉が居る[28]。兄姉の中で一番の末っ子[29]。
母親はJAとぴあ浜松女性部北地区支部の支部長（2019年4月現在）[30]。
浜松市立北庄内小学校 → 浜松市立庄内中学校 → 静岡県立浜松湖東高等学校卒業[31]。
前職は遠鉄観光のバスガイド[32]。楽しんでもらいたいと接客していくうち、お笑いに目覚めたという[12]。
実家はイチゴ農園を営んでいる（2014年3月9日から年1回、この浜名の実家へファンと一緒に行くツアーイベント『ハルカラと行くいちご狩りツアー』を行っている（下述））。
相方・和泉と同じく、B級グルメ好き[33]。
特技はオーボエ、フルート、カラーガード、熱い物を食べても平気なこと[5]。オーボエは高校時代にやっていたということで、これを選んだ理由は、ソロのパートが多い楽器であり、音色が素敵で一目惚れしたからという[34]。高速でピーラーを使いこなした料理も得意で、『家事ヤロウ!!!』（テレビ朝日）の2020年3月18日放送でその腕前を披露し、この中で「ピーラーの魔術師」と言われた[35][36]。ピーラーが得意になったのは、かつてアルバイトしていた時に、キャベツの千切りをピーラーでやるようにアルバイト先の店長に言われてやり始めたのがきっかけで、毎日キャベツ二玉をピーラーで千切りにしているうちに作業が高速になったという[37]。
柔道初段[5]、パンシェルジュ3級（2018年3月取得）[38] の資格有り。
元々タレント志望で[16]、ワタナベエンターテインメントカレッジに入る。彦摩呂に憧れ、最初はグルメリポーターを目指していた[16]。
声が大きいのが特徴で、相方・和泉も「事務所で一番声が大きい」と話したことがある[39]。
2021年3月24日放送の『家事ヤロウ!!!』（テレビ朝日）にて、それまで1年2カ月交際していた一般男性との入籍を報告した[40]。2022年3月15日、第1子女児を出産[41]。娘のことは、SNS上では「米（まい）ちゃん」と呼んでいる。これは浜名が『家事ヤロウ!!!』に出演して妊娠を報告した際に、赤ちゃんの名前についてバカリズムから、料理にちなんで食材の中から米を選び「“米（まい）ちゃん”はどう？」と提案されたものを受けたもので、以来妊娠中から出産後も娘をこう呼んでいる[42][43]。

## 来歴・概説
ワタナベエンターテイメントカレッジで同期生だった和泉、浜名の二人が同校の卒業公演で出会ってすぐに意気投合、ある人に二人の喋りが面白いと言われたことがきっかけで、浜名の方からお笑いをやろうと誘って、2011年9月1日にコンビを組む が、お笑い芸人としての活動を本格的に始めたのは翌2012年5月からである。最初、コンビ名は二人の名前を合わせて『きょうのランチ』。この当時は「きょうのランチはたまランチ、あヨイショッ」が決め台詞だったショートコント等を主に行っていた。最初和泉は女優、浜名はタレントを目指していたが、演技レッスンなどでのやりとりを見ていた周りの人に芸人転身を勧められ、お笑い界を目指すようになった。
その後、いくつかの事務所のオーディションを受けたりライブに出演していった末、ケイダッシュステージのライブで1位を獲得したことから所属が決まり、2013年にケイダッシュステージに移籍。結成2周年となった同年9月1日に『ハルカラ』に改名。理由は「パソコン検索だと食べ物屋さんばかり出て来た」からとのことで、現コンビ名は二人の好物が春巻きとから揚げであることと、改名当時、和泉が黄色、浜名がピンクという春をイメージした色の服がステージ衣装だったこと、「春から心機一転のつもり」という意味を込めたものだと言う。このことから「春巻きが好き。から揚げが好き。ハルカラです!」と言う定番の挨拶がある。その後、この挨拶に「胃薬パウダーさらさら〜」という台詞が追加された（2016年9月22日開催のライブ「ハルカラララ♪ラフトーク vol.6」にて決定） が、後にこの追加分の台詞の挨拶はされなくなっている。また、和泉が顔の横に右手で「○」、浜名が同じく顔の横に左手で三本指を出す『ハルカラポーズ』と言うものがあり、これは二人とも食べることが好きなことから「○」はスプーン、三本指はフォークを表している。、そして、自分たちのファンのことを「アゲマキ」と呼んでいる。
かつてはTAIGAの「お前誰だよ!」のネタの時に、123☆45と共にバックダンサー兼コント要員としての『TAIGAロックンロールオールスターズ』として出演することもあり、ヲタルのネタの時に同じ123☆45と『SGC』（Sexy Gogo Crew（セクシーゴーゴークルー）の略）として出演することもあった。
『ヒルナンデス!』（日本テレビ）では、同じ事務所の先輩・オードリーがレギュラー出演している水曜日で、前説を務めている。また、『メレンゲの気持ち』（日本テレビ）の前説も務めている。その他、アイドルライブ『PIKE PANIC PARTY』のMCも定期的に行っている。
2014年8月1日、初単独ライブ『夏カラー!!』開催。
2020年2月下旬から和泉が産休に入る（予定より早い産休入りとなった）。産休の間は浜名が一人で活動。2020年7月22日の『マチコミ』（テレビ埼玉）の生放送から和泉が仕事復帰。

### 受賞歴・賞レース成績
- コント新人大賞（2014年7月、日本喜劇人協会主催）決勝進出[60]
- 新人内さまライブ チャンピオン大会2014（2014年12月12日開催）出場[61]
- 第1回女芸人No.1決定戦 THE W（2017年）準決勝まで進出
- mysta festa（2018年8月5日開催回）審査員特別賞[1]
- 第3回女芸人No.1決定戦 THE W（2019年）決勝進出

## 芸風
演じるネタはコントのみ。かつてはドタバタ調のネタが多く、メイクや仕掛けにも凝っていたことがあったが、等身大の女子の目線から作ったネタに路線を変更して行ったという。女子あるあるなどの一連のネタで二人が演じるキャラクターは、どこにでもいるようなうざい女キャラとも言われる。例えば受付嬢のネタでは、お互いの仲の悪さを隠しながら仕事をするという流れで演じている。ネタ作成は二人一緒に行い、日常会話やガールズトークの延長のような感じで進め、二人とも笑ったらネタとして採用すると言う。二人とも社会人経験があることから、その経験がネタに活かされているとされている。

## 出演

### テレビ
- FNS27時間テレビ 女子力全開2013 乙女の笑顔が明日をつくる!!（フジテレビ） - 2013年8月4日「笑っていいとも!増刊号」のパートに出演。
- 博士と助手〜細かすぎて伝わらないモノマネ選手権〜（フジテレビ）- 第19回（2013年12月26日）、浜名のみ大塚愛の物真似で出演
- うつけもん（フジテレビ）- 2014年9月3日、『TAIGAロックンロールオールスターズ』のメンバーとして出演。
- お台場新大陸・夏笑王決定戦（フジテレビ）- 2014年9月27日深夜、『TAIGAロックンロールオールスターズ』のメンバーとして出演。
- プレミアの巣窟（フジテレビ）- 2014年11月10日深夜
- ボ～っト見せちゃいます。津ぅ（三重テレビ放送）
- ナマイキ!あらびき団（TBSチャンネル）
- サトミツ・ねづっちのエンタメショー（スカパー!寄席チャンネル）- 2015年1月20日
- ○ごと（静岡第一テレビ）- 2015年2月23日、浜名のみ「気軽にランチ!HOWマッチ」の企画に出演、2015年3月31日から浜名のみ毎週火曜日「ランランランチ」コーナーレギュラー出演。2015年6月2日からはハルカラ2人で「おとなごはん」コーナーレギュラー出演[63]。
- 〜アナタの日常に“笑い”をお届け!〜デリ芸（関西テレビ）- 2015年3月10日深夜
- 〜公開ネタ見せ番組〜 輝け!ギャラ3000円芸人（BSスカパー!）
- もっとセレクション〜台東・すみだ〜（J:COMチャンネル関東）- 2015年6月1日からレギュラー出演
- 絶対!知るべきすちゃん（テレビ東京）- 2015年6月13日深夜
- 駆け込みドクター!運命を変える健康診断（TBS）- 2015年6月14日[64]、2015年9月13日、それぞれVTR出演[65]
- PON!（日本テレビ）- 2015年10月13日・10月16日・10月30日「お笑い数うちゃPON!」コーナー
- 真夜中のおバカ騒ぎ!（チバテレ、TOKYO MX）- 2015年11月26日深夜／11月28日深夜、2017年10月19日深夜／2017年10月21日深夜、2018年10月25日深夜／2018年10月27日深夜、2020年2月13日／2020年2月15日
- シューイチ（日本テレビ）- 2015年12月27日「2016年ブレイクちょい前芸人特集」
- こそこそチャップリン → じわじわチャップリン（テレビ東京）- 2016年3月5日深夜初出演、以後不定期出演
- 人生が変わる人事の話（BSジャパン）- コントパートで出演　2016年4月29日から不定期レギュラー出演
- 情報番組 マチコミ（テレ玉）
2016年5月20日・10月21日・11月17日・12月1日・12月9日・12月23日／2017年1月13日・3月16日・3月22日・3月31日・4月20日・5月11日・5月24日・6月28日・7月19日・8月3日・9月27日・10月6日・10月11日・10月25日・11月3日・11月14日・11月20日 - 11月24日・12月28日／2018年1月24日・2月28日・5月2日・6月22日・7月12日・9月5日・9月26日・10月3日・10月10日・10月26日・11月14日・11月21日・12月5日・12月19日／2019年2月6日・2月13日・3月20日・4月17日・5月29日・6月12日・7月3日・7月25日・7月30日・8月7日・8月28日・9月18日・9月25日・10月1日・10月2日・10月23日・10月30日・12月4日・12月11日・12月18日・2020年2月5日・3月4日☆・3月25日☆　それぞれ中継コーナー「マチコミボード」などでの出演（☆印は和泉の産休のため浜名のみの出演）
2017年4月18日〜4月21日はナレーションでの出演[66]
2020年4月1日から毎週水曜レギュラー、『どっちを買いまSHOW』コーナー担当。
- 有田ジェネレーション（TBS）- 2016年7月26日、2016年11月3日
- つば九郎タイムス（フジテレビONE）- 2016年12月19日
- 上坂すみれのヤバい○○（TOKYO MX、BS11）- 2017年4月29日（第四回）、2017年5月6日（第五回）
- 前略、西東さん（中京テレビ）- 2017年5月27日
- ウチのガヤがすみません!（日本テレビ）- 2017年6月27日初出演
- 金曜イチから（NHK総合）- 2017年7月28日、レポーターとして出演
- ねばトン!（TOKYO MX）- 2017年12月10日、2017年12月24日
- お笑いトレンディ夜会（BS朝日）- 2018年3月20日
- 笑点 特大号（BS日テレ）- 2018年3月21日
- GO TV～私たちこれでメシ食っていきます～２～（TOKYO MX）- 2018年3月25日
- お笑い演芸館（BS朝日） - 2018年5月17日、2020年2月27日
  - お笑い演芸館VS.（BS朝日）- 2021年4月22日
- キミスタ（テレビ東京）- 2018年5月17日、2018年6月7日、2018年9月5日
- 深夜に発見！新shock感 ～一度おためしください～（テレビ東京）- 2018年7月7日深夜
- 内村さまぁ〜ず SECOND（TOKYO MX 他） - 第300回出演
  - 内さまワールド（TOKYO MX 他）- 2023年6月12日・6月19日・6月26日・7月3日、いずれも和泉のみ
- メレンゲの気持ち（日本テレビ）[67] - 2019年6月15日
- 有吉ぃぃeeeee!そうだ!今からお前んチでゲームしない?（テレビ東京）- 2019年12月15日　和泉のみ
- 今夜解禁!ザ・因縁（TBS）- 2019年12月20日　浜名のみ、再現VTR出演
- 有吉ゼミ（日本テレビ）- 2019年12月30日「年末総決算4時間半SP」和泉のみ
- 有田哲平と高嶋ちさ子の人生イロイロ超会議（TBS）- 2020年2月17日　和泉のみ
- スクール革命!（日本テレビ）- 2020年2月23日　和泉のみ
- 家事ヤロウ!!!（テレビ朝日）- 2020年3月18日　浜名のみ「バイトしすぎ芸人No.1決定戦」（BS-1グランプリ）に出演し、中丸雄一（KAT-TUN）、バカリズム、カズレーザー（メイプル超合金）の3人の審査によって優勝者に選ばれた[36]。2020年4月15日放送回に出演時も、「ピーラーの魔術師」としてピーラーを使った料理を披露[68]。その後も2020年6月24日、2020年9月2日、2020年11月4日、2021年3月24日、2021年4月13日、2021年8月17日、2021年11月9日の各回に出演。
- 人生が変わる1分間の深イイ話（日本テレビ）- 2020年8月17日　和泉と菊田夫妻の密着企画、浜名も出演[69]。
- ヒルナンデス!（日本テレビ）- 
  - 浜名のみ - 2020年8月17日、9月3日、9月17日、9月24日、11月5日、11月12日、2021年2月21日、2月25日、4月1日、4月15日「予算限定料理バトル サイコロレストラン」コーナー出演
  - 和泉のみ - 2020年10月5日（「家事代行するンデス！」の企画で、ハナコ菊田と一緒に出演）[70]、2022年4月25日、2022年10月24日
- A-Studio+（TBS） - 2020年9月25日、ハナコがゲストの回、菊田の自宅取材のVTRで和泉が出演[71]。
- お笑いワイドショー マルコポロリ!（関西テレビ放送） - 2020年10月25日、ハナコ菊田と一緒に出演
- 新婚さんいらっしゃい!（ABCテレビ・テレビ朝日系） - 2020年11月15日　和泉のみ夫である菊田と共に出演。
- この差って何ですか?（TBS）- 2020年12月15日、和泉のみ
- 有吉ゼミ（日本テレビ）- 2021年1月25日、2022年2月14日、いずれも和泉のみ
- カイモノラボ（TBS）
- ダウンタウンDX（読売テレビ）- 2021年4月22日　和泉のみ
- 新しいカギ（フジテレビ）- 2021年4月23日、2023年3月18日　いずれも和泉のみ
- ORANGE（静岡放送）- 2021年4月21日・4月28日　浜名のみ
- 幸せ!ボンビーガール（日本テレビ）- 2021年5月11日、和泉のみ
- ソレダメ!〜あなたの常識は非常識!?〜（テレビ東京）- 2021年5月26日・6月2日
- 痛快!明石家電視台（MBSテレビ）- 2021年5月31日、和泉のみ[72]
- 踊る!さんま御殿!!（日本テレビ）- 2021年6月15日[73]、2022年7月5日　いずれも和泉のみ[74]
- ゼロイチ（日本テレビ） - 2021年8月21日、和泉のみ「1時間だけ高級ホテル」コーナーでハナコ菊田と一緒に出演[75]。
- 水曜日のダウンタウン（TBS）- 2021年10月13日、和泉のみ
- ニンゲン観察バラエティ モニタリング（TBS）- 2022年2月17日、和泉のみ
- 今回だけ言わせて!夫だってツライよ!!（TBS）- 2022年4月29日、和泉のみ
- 坂上くんが試してみた!!通販☆家事スクール （テレビ朝日）- 2022年5月22日、和泉のみ
- ポテンシャル研究所 （日本テレビ）- 2022年7月12日、和泉のみ
- あさイチ（NHK総合） - 2022年8月29日、和泉のみ[76]
- アプリで生判定!地域創生プレゼンバトル（BSJapanext）- 2022年9月9日、和泉のみ
- やすとものいたって真剣です（朝日放送）- 2022年9月15日、和泉のみ
- ニンゲン観察バラエティ モニタリング（TBS）- 2022年11月10日、和泉のみ
- ポップUP!（フジテレビ）- 2022年11月8日は浜名のみ、2022年12月23日は和泉のみ
- おぎやはぎのハピキャン（メ～テレ）- 2023年4月7日・4月14日、和泉のみ「ハピキャン 家族で楽しむおうちキャンプ」出演
- 千鳥かまいたちアワー（日本テレビ）- 2023年4月1日「芸人の妻大集合SP」、和泉のみ
- DayDay.（日本テレビ）- 2023年4月6日、和泉のみ
- なりゆき街道旅（フジテレビ）- 2023年5月28日、和泉のみ
- 買いトク探偵団～芸能人夫婦がガチ調査！～（日本テレビ）- 2023年6月10日、和泉のみ
- 女神のマルシェ（日本テレビ）- 不定期出演
- もしも今…富士山が噴火したら!?★ニッポン超緊急事態シミュレーション★（TBS）- 2024年6月5日、和泉のみ[77]

### テレビドラマ
- インディゴの夜（東海テレビ・フジテレビ系）- 浜名のみ
- 東京リトル・ラブ（フジテレビ）
- いぬのおまわりさん（TBS）- 浜名のみ
- タンブリング（TBS）
- 土俵ガール!（MBSテレビ・TBS系）- 浜名のみ
- 警視庁心理捜査官・明日香（TBS）
- 警視庁継続捜査班（テレビ朝日）- 和泉のみ

### 映画
- Xゲーム（浜名のみ）

### ラジオ
- Ecology tune（SHIBUYA-FM）
- 藤谷桃の桃の缶詰（かつしかFM）
- サンドウィッチマンの天使のつくり笑い（NHKラジオ第1放送）- 2015年5月12日、2016年1月19日、2016年7月26日
- マイナビ Laughter Night（TBSラジオ）- 2016年5月7日深夜初オンエア
- はみだし しゃべくりラジオ キックス（YBSラジオ） - 2018年8月29日「銀座8丁目しゃべくり劇場」コーナー
- ハルカラジオ（FM湘南ナパサ） - 2020年1月12日から 月1回日曜日21:00 - 23:00
- miracle!!（bayfm）- 浜名のみ、2021年5月、『YAMASA DAILY TIPS』コーナーの毎週月曜日に出演[78]
- 工具大好き（TBSラジオ）- 2024年6月1日・6月8日、和泉のみ

### CM
- 資生堂 コラーゲンドリンク
- アサヒビール アプリ『ミセココ』（WEBCM）
- カーオクサポート（主婦篇　2017年4月 - 6月） ※浜名のみ

### インターネット
- ケイダッシュステージの殴るなら殴れ!!（ニコジョッキー）
- ケイダッシュライブブレイク増刊号（AKIBA伝えたい! 放送局）
- ハルカラの成長キャス（TwitCasting）
- セガなま 〜セガゲームクリエイター名越稔洋の生でカンパイ〜（ニコニコ生放送）- 2014年8月25日
- アルミカンのとにかく売れたいねん!（LoGiRL）- 2015年10月14日

### PV
- 下舘夏希『ぐるぐるまわって』[79]

### ライブ・イベント
単独ライブ・ユニットライブ
- 第一回単独ライブ『夏カラー!!』（2014年8月1日、東京・新宿バティオス）
- 第二回単独ライブ『レッツ・ストロベリーパーティー!! 〜いちご狩りの替わりにいかが〜』（2019年5月5日、東京・下北沢 しもきた空間リバティ）[80]
- K-girl（同じ事務所所属の女性コンビ・かぎしっぽとのユニットライブ　第1回は2013年12月23日[81]、最終回は2016年12月11日[82]）
- ハルカラララ♪ラフトーク（第1回は2016年2月26日開催[83]）
- ショウワショウジョ（中村涼子とのツーマンライブ　第1回は2016年4月28日[84]）

イベント
- ハルカラと行くいちご狩りツアー
  - 第1回 - 2014年3月9日[85]
  - 第2回 - 2015年3月22日[85]
  - 第3回 - 2016年3月20日[86]
  - 第4回 - 2017年3月26日[87]
  - 第5回 - 2018年3月25日[88]
- ハルカラと行くBBQツアー（小金井公園）
  - 第1回 - 2016年10月9日[89]
  - 第2回 - 2017年10月8日[90]
  - 第3回 - 2018年10月14日[91]

## 連載
- デイリースポーツ『ハルカラ浜名 おうちランチ』（2020年5月8日から、芸能面にて不定期掲載[92]）

## 著書
- 包丁いらず！3分でハンバーグが完成！浜名ランチの超時短レシピ大全（宝島社、2021年4月12日）[93]